# Gopal Swarup
Gopal Swarup (ur. 1928, zm. 2011) – indyjski nematolog i fitopatolog.
Pracę naukową rozpoczął od badań nad rdzą pszenicy jako fitopatolog w IARI Regional Research Station w indyjskiej Shimli. W 1958 przeniósł się do Division of Mycology and Plant Pathology Indian Agricultural Research Institute w New Dehli, gdzie objął kierownictwo nad jednostką nematologiczną. Funkcję tę pełnił do 1966, po czym został jednym z członków założycieli nowej Division of Nematology, powstałej przy współudziale Aligarh Muslim University. Oficjalnie odszedł z niej na emeryturę w 1988, jednak nie przerwał aktywności badawczej.